# Ouradiplosis aurata
Ouradiplosis aurata är en tvåvingeart som beskrevs av Ephraim Porter Felt 1915. Ouradiplosis aurata ingår i släktet Ouradiplosis och familjen gallmyggor. Inga underarter finns listade i Catalogue of Life.